# Tema de Xipre
El tema de Xipre va ser un tema o província civil i militar que comprenia l'illa de Xipre després de ser reconquerida per la marina romana d'Orient el 965.

## Història
La reconquesta de l'illa, que estava en mans dels àrabs, per Nicetes Calcutzes, va permetre a l'emperador Nicèfor II recuperar un punt de suport primordial a la Mediterrània oriental, i li va facilitar una reconquesta almenys parcial de Síria. Per la seva importància estratègica, el comandament del tema de Xipre s'acostumava a donar a persones de confiança de l'emperador, com ara a Eumacios Filokales, estrateg del tema durant 20 anys (del 1093 al 1112 aproximadament) durant el regnat d'Aleix I Comnè. El tema es va dotar d'una flota per organitzar les expedicions destinades a reconquerir Síria i Egipte. Sota la direcció de Filokales, els habitants van ser sotmesos a una forta pressió tributària que va provoca protestes, en particular de l'Església, però no van arribar a revoltar-se.
El 1099, Filokales va rebutjar un atac de Pisa contra l'illa i va fer d'interlocutor en nom del basileu Aleix I Comnè davant dels croats. A més, Xipre va subministrar blat i aliments als Estats croats, per la seva riquesa agrícola. El 1155 Joan Ducas Comnè va ser nomenat Dux de Xipre. A la fi del segle xii, Xipre va servir de base per als pretendents del tron imperial. El 1184, un nebot de Manuel I Comnè anomenat Isaac Comnè de Xipre, es va apoderar de l'illa de la que es va proclamar basileu. Andrònic I Comnè no tenia els mitjans necessaris per reduir aquesta rebel·lió i es va venjar en la família d'Isaac. El 1186, Isaac II Àngel, el successor d'Andrònic I, va intentar acabar amb els dèspotes separatistes de Xipre, però la seva flota va ser vençuda per la de Margaritone de Bríndisi, un almirall normand enviat per Guillem II de Sicília per defensar Isaac Comnè. Després d'aquest fracàs, l'illa va escapar definitivament del control de Constantinoble i el 1191, Isaac Comnè, aïllat, va ser derrotat fàcilment per Ricard Cor de Lleó que va cedir l'illa a la Casa de Lusignan la qual hi va establir el Regne de Xipre.